# Samci
Samci falu Horvátországban Krapina-Zagorje megyében. Közigazgatásilag Gornja Stubicához tartozik.

## Fekvése
Zágrábtól 19 km-re, községközpontjától 1 km-re északra a Horvát Zagorje területén a megye délkeleti részén fekszik.

## Története
A településnek 1857-ben 117, 1910-ben 218 lakosa volt. Trianonig Zágráb vármegye Stubicai járásához tartozott. 2001-ben 276 lakosa volt.

## Nevezetességei
- Az Orsich család Samci-dombnál álló barokk kastélyát[2] 1756-ban gróf Krsto Orsich építtette egy középkori erődített udvarház helyén. Az új kastély elődjével ellentétben már nem védelmi, hanem kényelmi szempontok alapján épült. Az egyemeletes L-alaprajzú épület harmadik szárnyát egykor a régi kastély megmaradt része alkotta. Az épület udvari részén nyitott árkádokkal fedett folyosó húzódik. A 19. században a nagy földrengés után épült a klasszicista homlokzat a timpanonnal és a dór oszlopokkal. Legépebben megmaradt része az illuzionista freskókkal díszített kápolna. Barokk oltárán Xavéri Szent Ferenc életéből vett jelenetek láthatók, a barokk festészet egyik kiválóságának Anton Lerchingernek a munkái.A kastély 1924-ig volt főúri lakhely, majd alapiskolaként működött, illetve a helyi földműves szövetkezet használatában volt. Felújítása az 1960-as évek végén kezdődött és az 1970-es évekre teljesen megújult. Ezután a horvát parasztfelkelés múzeumát nyitották meg benne. Ma ajándékot és háztartási eszközöket árusító bolt is működik itt.

- Matija Gubec és a horvát parasztfelkelés monumentális emlékműve[3] Antun Augustinić és társai alkotása az Orsich-kastély parkjában áll. 1971 és 1973 között készült. Két hatalmas szárnyát a felkelés stubicai csatáját, valamint az akkori mindennapi életet ábrázoló bronz domborművek díszítik. Középen Matija Gubec kitárt karokkal álló bronz szobra áll. Az emlékmű negyven méter széles és hét és fél méter magas.

## Külső hivatkozások
Gornja Stubica község honlapja